# Kryspin Szcześniak
Kryspin Szcześniak, né le 8 janvier 2001 à Gorzów Wielkopolski en Pologne, est un footballeur polonais qui joue au poste de défenseur central au Górnik Zabrze.

## Biographie

### En club
Né à Gorzów Wielkopolski en Pologne, Kryspin Szcześniak est formé par le club local du Stilon Gorzów Wielkopolski avant de rejoindre le Pogoń Szczecin, où il poursuit sa formation. Il signe son premier contrat professionnel avec le club le 16 mars 2020.
Le 26 août 2020, Kryspin Szcześniak est prêté au GKS Jastrzębie pour une saison, avec option d'achat.
C'est avec ce club qu'il joue son premier match en professionnel, lors d'une rencontre de championnat face au Korona Kielce, le 5 septembre 2020. Il est titularisé, et son équipe s'incline par trois buts à deux.
Le 30 août 2022, Kryspin Szcześniak rejoint le Górnik Zabrze sous la forme d'un prêt d'une saison avec option d'achat,.
Il joue son premier match sous ses nouvelles couleurs le 10 septembre 2022, à l'occasion d'un match de championnat contre le Piast Gliwice. Il est titularisé et les deux équipes se neutralisent (3-3 score final).
Le 30 juin 2023, Kryspin Szcześniak s'engage définitivement avec le Górnik Zabrze, signant un contrat courant jusqu'en juin 2026.

### En sélection
Kryspin Szcześniak représente l'équipe de Pologne des moins de 20 ans. Avec cette sélection il joue cinq matchs entre 2021 et 2022.